# نوونیکولسک
نوونیکولسک (به لاتین: Novonikolsk) یک منطقهٔ مسکونی در روسیه است که در استان آمور واقع شده‌است.